# Eberhard Diepgen

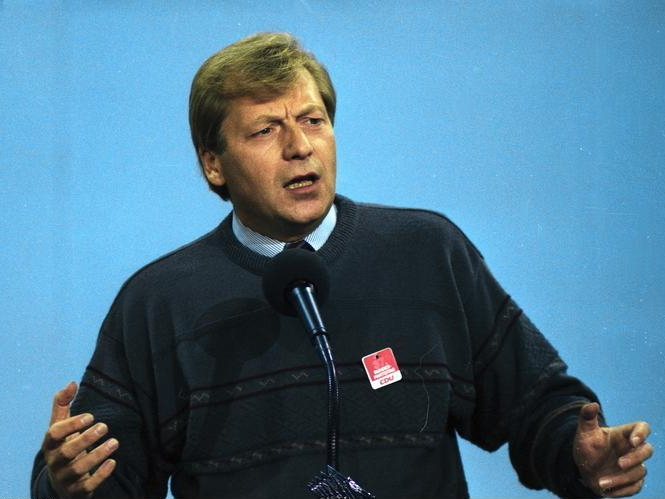
Eberhard Diepgen

Eberhard Diepgen (Berlín, 13 de noviembre de 1941) fue alcalde de Berlín de 1985 a 1989 y de 1991 a 2001 (entre 1989 y 1991 fue Walter Momper).
Diepgen es miembro del partido político Unión Demócrata Cristiana de Alemania (CDU).
- Datos: Q60957
- Multimedia: Eberhard Diepgen / Q60957